# ینگی‌کند کندس‌ها
ینگی کند کندسها/ینگی کند مجذومین، روستایی از توابع بخش مرکزی شهرستان ایجرود در استان زنجان ایران است.

## جمعیت
این روستا در دهستان گلابر قرار دارد و براساس سرشماری مرکز آمار ایران در سال ۱۳۸۵، جمعیت آن ۶۳ نفر (۱۴خانوار) بوده‌است.